# Mirror, Mirror (romanzo)
Mirror, Mirror è un romanzo pubblicato nel 2003 dallo scrittore statunitense Gregory Maguire. Si tratta di una rivisitazione della fiaba di Biancaneve.

## Trama
A Montefiore, nell'Italia della prima metà del XVI secolo, il nobile Don Vicente de Nevada vive in un piccolo castello con la figlia di sette anni, Bianca, e con un piccolo seguito, tra cui la giovane cuoca Primavera e il frate Fra Ludovico. Il magico specchio viene forgiato da sette nani e lasciato in uno stagno per rimanere nascosto dove, all'inizio del romanzo, viene trovato da Don Vicente de Nevada. La vita scorre serena per la famiglia fino al giorno in cui la duchessa Lucrezia Borgia e suo fratello, Cesare, figli decaduti del papa, vengono in visitati. Cesare invia Vincente alla ricerca di una reliquia sacra. Mentre lui è via, Bianca diventa una giovane donna e Lucrezia diventa gelosa della bellezza della ragazza che le ruba l'attenzione di Cesare. Alla fine lei assume un cacciatore per uccidere Bianca, che l'aiuta invece a fuggire da Lucrezia. La ragazza fugge e si imbatte in sette nani, che sono alla ricerca dell'ottavo e del loro specchio. L'ottavo nano accompagna e protegge de Nevada durante i suoi viaggi. Quando lo specchio rivela alla duchessa che il suo piano è fallito, lei prende in mano la situazione per uccidere Bianca. Quando finalmente vi riesce, Bianca si trova in una bara, con lo specchio ormai liberato che permette ai passanti di vedere la sua bellezza. Alla fine lei si risveglia a seguito di un bacio del cacciatore che l'ha aiutata a fuggire. Il dispositivo con il quale il bacio la cura dall'avvelenamento da mercurio rimane inspiegato dall'autore.

## Edizioni
- Gregory Maguire, Mirror mirror, traduzione di Sara Deodati, Narrativa moderna e contemporanea, Gherardo Casini Editore, 2010,  p. 250, ISBN 9788879051682.